# Rudolf Thurneysen
Eduard Rudolf Thurneysen. (Basilea,1857-Bonn, 1940). Va ser un lingüista i un celtista suís.

## Biografia
De 1885 a 1887, va ensenyar llatí a la universitat de Jena (Alemanya), després a la universitat de Friburg de Brisgòvia, on reemplaçà Karl Brugmann, especialista en les llengües indoeuropees.
El 1909 publicà Handbuch des Alt-Irischen («Manual de l'antic irlandès»), traduït a l'anglès amb el títol A Grammar of Old Irish per D. A. Binchy i Osborn Bergin, reeditat el 2006.
De 1913 a la fi de la seva carrera docent, ensenyà a la universitat de Bonn.
Es va jubilar el 1923 i morí a Bonn el 1940.

## Llocs d'interès
- Treballs de Thurneysen en línia a la pàgina de CELT project de la Universitat de Cork
- Bibliografia selectiva a la pàgina de CELT project de l a Universitat de Cork
- (alemany) TITUS-Galeria: Fotografies de Rudolf Thurneysen